# César Rosas
César Rosas (Hermosillo, 26 september 1954) is een Mexicaanse rockmuzikant (zang, gitaar).

## Biografie
Rosas behoorde in 1973 tot de mede-oprichters van Los Lobos, waarvoor hij zich ook als songwriter inzette. Zo zijn o.a. Don't Worry Baby en I Can't Understand, dat hij samen schreef met Willie Dixon, afkomstig uit zijn pen. 
Naast zijn werk met Los Lobos was Rosas ook als gastmuzikant betrokken bij albums van andere artiesten, waaronder Paul Simon, John Lee Hooker, Charlie Musselwhite, Paul Burlison, The Fabulous Thunderbirds, Roomful of Blues en Kid Ramos. Eind jaren 1990 formeerde hij samen met zijn Los Lobos-collega David Hidalgo en vijf verdere muzikanten de Mexicaanse folkband Los Super Seven, waarmee hij twee albums opnam. In 1999 verscheen dan Rosas' solodebuut Soul Disguise.